# أكاي (شركة)
أكاي (بالإنجليزية:  Akai Electric Co., Ltd.)‏ (باليابانية: アカイ) هي ماركة إلكترونيات استهلاكية، أنشأها سابور أكاي (مات عام 1973)، إنتاج ياباني عام 1929 . أكاي تعني اللون الاحمر باليابانية، ولذلك شعار الشركة بالاحمر .
اليوم ماركة أكاي مملوكة لشركة (بالإنجليزية: Akai Sales Pte Ltd )‏ ومقرها في سنغافورة.